# Балачу (Валча)
Балачу (рум. Balaciu) насеље је у Румунији у округу Валча у општини Рошииле. Oпштина се налази на надморској висини од 338 m.

## Становништво
Према подацима из 2002. године у насељу је живело 169 становника, од којих су сви румунске националности.